# Raymond E. Stone
Raymond E. Stone (* 17. April 1915 in Cranston, Rhode Island; † 19. Januar 2004) war ein US-amerikanischer Politiker (Republikanische Partei) und von 1957 bis 1960 Bürgermeister von Warwick, Rhode Island.
1956 wurde Stone erstmals zum Bürgermeister von Warwick, Rhode Island, gewählt. Seine Wiederwahl 1958 erfolgte mit einer Mehrheit. Auch bei der Bürgermeisterwahl 1960 galt Stone als Favorit. Er unterlag jedoch überraschend seinem demokratischen Kontrahenten Horace E. Hobbs mit einem knappen Ergebnis von 15.216 zu 15.391 Stimmen. Stone war damit der letzte republikanische Bürgermeister der Stadt bis zu der Wahl von Lincoln Chafee im Jahr 1992.
Stone war verheiratet und hatte drei Söhne.